# Ichneumon scopulator
Ichneumon scopulator là một loài tò vò trong họ Ichneumonidae.